# 판미로
판미로(Panmi-ro)는 충청남도 서천군 판교면에서 보령시 미산면 도화담삼거리를 잇는 도로이다.

## 주요 경유지
충청남도
- 서천군 (판교면) - 보령시 (미산면)

## 노선
| 이름         | 접속 노선               | 소재지 | 소재지                 | 비고 |
| ------------ | ----------------------- | ------ | ---------------------- | ---- |
| (이름없음)   | 대백제로                | 서천군 | 판교면                 |      |
| 구판교       |                         | 서천군 | 판교면                 |      |
| 판교 교차로  | 국도 제4호선 (대백제로) | 서천군 | 판교면                 |      |
| 갈로고개     |                         | 서천군 | 판교면                 |      |
|              | 보령시                  | 미산면 |                        |      |
| 내평삼거리   | 보령시                  | 미산면 | 내평봉성길             |      |
| 오동교       | 보령시                  | 미산면 |                        |      |
| 자리실교     | 보령시                  | 미산면 |                        |      |
| 자라실삼거리 | 보령시                  | 미산면 | 봉성길                 |      |
| 도화담교     | 보령시                  | 미산면 |                        |      |
| 도화담삼거리 | 보령시                  | 미산면 | 국도 제40호선 (만수로) |      |